# Operazione Blockbuster
Operazione Blockbuster fu il nome in codice di un'offensiva sferrata dalle forze degli Alleati nella Renania settentrionale tra il 26 febbraio e l'11 marzo 1945, nell'ambito dei più vasti scontri della campagna della Renania della seconda guerra mondiale.
Blockbuster fu la continuazione della precedente operazione Veritable, un grande attacco sferrato dalla First Canadian Army del generale Harry Crerar a partire dall'8 febbraio 1945 nello stretto corridoio compreso tra la Mosa e il Reno al confine tra Paesi Bassi e Germania; l'azione portata avanti dalle truppe anglo-canadesi era degenerata in una durissima battaglia di attrito con le forze tedesche della 1. Fallschirm-Armee del generale Alfred Schlemm, asserragliate nella zona fittamente boscosa della foresta della Klever Reichswald. Dopo aver faticosamente ricacciato i tedeschi dalla foresta, il generale Crerar riorganizzò le sue forze e sferrò un nuovo attacco per il 26 febbraio, coordinando la sua azione con la concomitante offensiva statunitense nel settore del fiume Roer, alcuni chilometri più a sud (operazione Grenade).
L'attacco degli anglo-canadesi portò a nuovi e pesanti combattimenti in un terreno difficilissimo lungo un fronte tra Kalkar e Uedem, dominato dalla fitta foresta della Uedemer Hochwald; i tedeschi furono progressivamente ricacciati indietro verso una stretta testa di ponte davanti alla città di Wesel con alle spalle il Reno, pressati a nord dagli anglo-canadesi e a sud dagli statunitensi. Il generale Schlemm riuscì a organizzare una ordinata ritirata dei suoi reparti sulla riva orientale del Reno entro il 10 marzo, ma le forze tedesche subirono pesanti perdite umane e di equipaggiamenti oltre a lasciare agli Alleati il pieno controllo della riva occidentale del fiume.

## Antefatti

### L'offensiva alleata in Renania

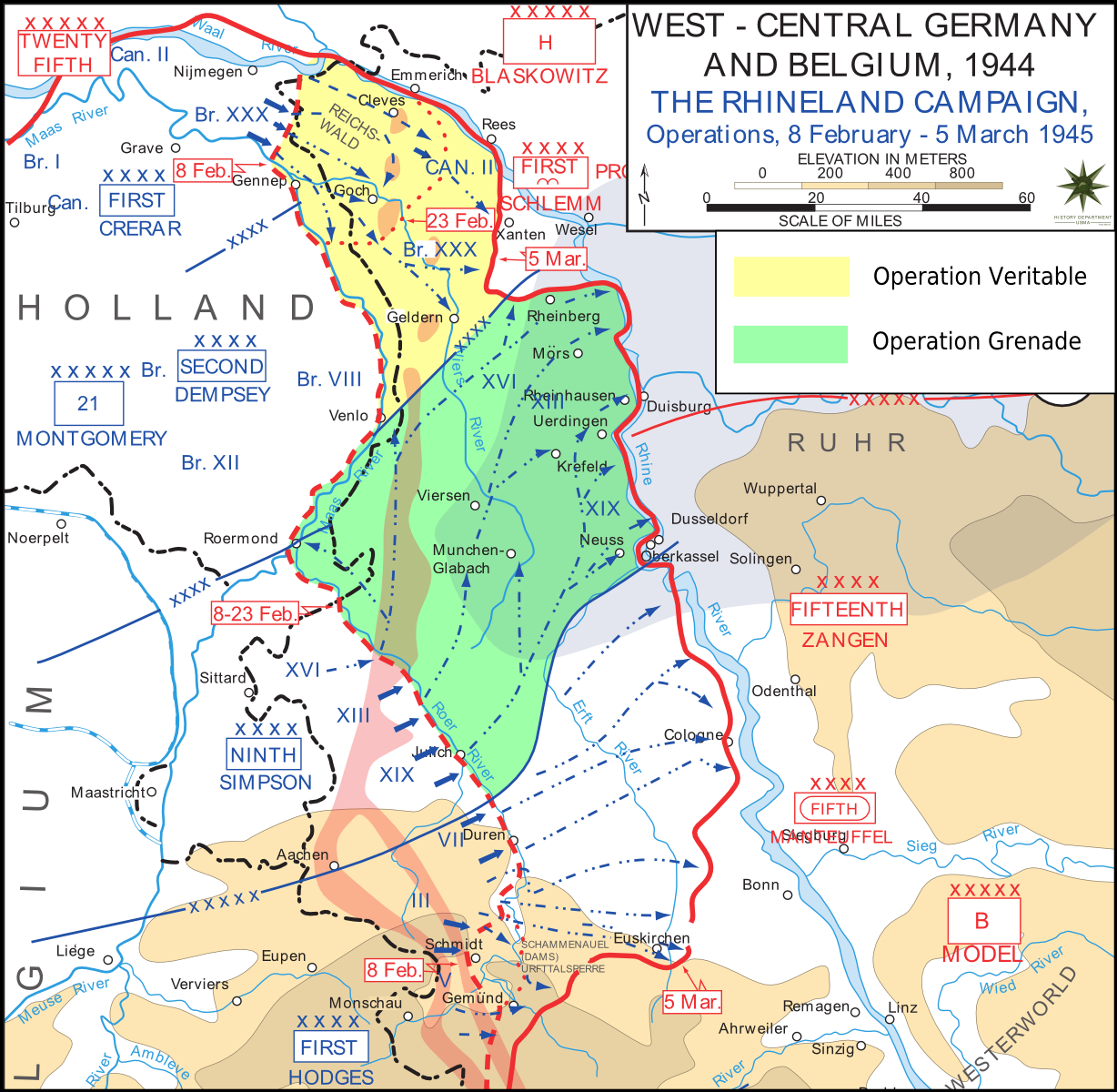
Carta della Renania settentrionale con indicato il territorio interessato dall'operazione Veritable e Blockbuster (in giallo) e dall'operazione Grenade (in verde) tra l'8 febbraio e il 5 marzo 1945

L'8 febbraio 1945 il 21st Army Group alleato del feldmaresciallo Bernard Law Montgomery diede avvio a un massiccia offensiva contro le difese tedesche nella Renania settentrionale. Sotto il nome in codice di "operazione Veritable", la First Canadian Army del generale Harry Crerar (rinforzata per l'occasione con numerosi reparti britannici) lanciò un attacco frontale in direzione sud-est a partire dalla zona di Nimega nei Paesi Bassi, avanzando lungo la stretta striscia di terreno compresa tra il corso del Reno a nord e quello della Mosa a sud. L'offensiva delle forze anglo-canadesi di Crerar doveva precedere di due giorni un altro massiccio attacco alleato (operazione Grenade), portato questa volta dalle unità statunitensi della Ninth United States Army del generale William Hood Simpson schierate 100 chilometri più a sud lungo il corso del fiume Roer; era importante che le due offensive procedessero in parallelo, in modo da sostenersi reciprocamente e costringere i tedeschi a dividere le loro scarne forze per contrastarle. Questa coordinazione si rivelò tuttavia impossibile da attuare: le unità della First United States Army, schierate più a sud della Ninth Army, non riuscirono a catturare le dighe a monte del corso del Roer prima che i tedeschi le aprissero, facendo gonfiare il corso del fiume e rendendo impossibile, per le truppe di Simpson, lanciare l'offensiva come pianificato il 10 febbraio.
Il contrattempo incorso alle forze di Simpson non spinse tuttavia Montgomery a modificare i suoi piani; il feldmaresciallo britannico ordinò anzi a Crerar di proseguire con i suoi attacchi tra il Reno e Mosa. L'intenzione era quella di attirare in una battaglia di logoramento lungo il fronte anglo-canadese quante più forze tedesche possibile, obbligando il nemico a sguarnire il fronte del Roer per rinforzare le sue difese più a nord; quando infine il livello delle acque del Roer si fosse abbassato a sufficienza, la Ninth Army avrebbe potuto procedere con la progettata offensiva che, in ragione della ridotta consistenza delle forze nemiche contrapposte, si riteneva si sarebbe sviluppata anche più rapidamente di quanto previsto in origine. Il rovescio della medaglia di questa strategia era che Crerar si sarebbe ora ritrovato ad affrontare molte più truppe tedesche del previsto e, come se non bastasse, il terreno dello scontro favoriva i difensori: la zona tra il Reno e la Mosa al confine tedesco-olandese era dominata al centro dalla vasta zona boscosa della Klever Reichswald, mentre le strette strisce pianeggianti ai lati della foresta erano state allagate dai tedeschi facendo saltare gli argini dei fiumi; un improvviso innalzamento delle temperature all'inizio di febbraio aveva poi portato allo scioglimento anticipato del ghiaccio invernale, il che, combinato con l'abbattersi di abbondati piogge, aveva trasformato le strade e le campagne della zona in un pantano di fango.

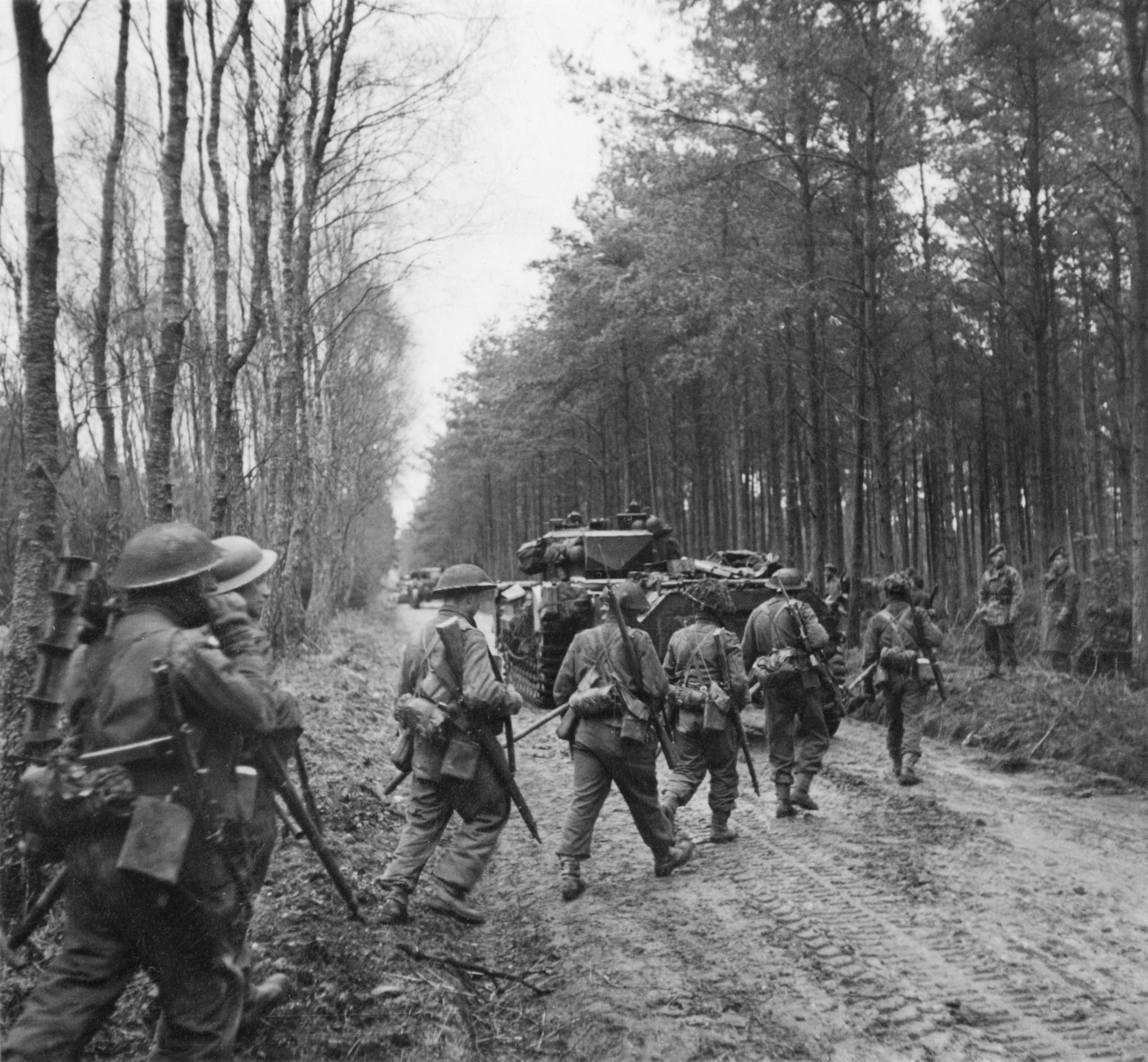
Fanti e carri britannici in movimento nella Klever Reichswald durante i primi giorni dell'operazione Veritable

Conseguentemente, l'operazione Veritable si sviluppò in una difficile battaglia in mezzo a boschi e zone paludose della durata di tre settimane. L'avanzata delle forze anglo-canadesi fu lenta e costosa, mentre le truppe tedesche, rapidamente ripresesi dallo shock iniziale dell'offensiva e raggiunte da unità di riserva, si aggrappavano a ogni asperità del terreno e a ogni città e villaggio della zona per rallentare in ogni modo l'avanzata delle forze alleate sul suolo della stessa Germania; le trincee, i bunker e i campi minati delle difese di frontiera tedesche (la cosiddetta "Linea Sigfrido") avvantaggiavano l'operato dei difensori. Muovendo con il XXX Corps britannico del generale Brian Horrocks a sud e il II Canadian Corps del generale Guy Simonds a nord, tra l'8 e il 20 febbraio le forze anglo-canadesi avanzarono dalla loro di linea di partenza per una profondità di circa 24-32 chilometri nella Klever Reichswald, senza ottenere lo sperato sfondamento nelle aree pianeggianti alle spalle della foresta. La città di Kleve, la cui cattura era prevista per il primo giorno dell'offensiva, fu presa dai reparti anglo-canadesi solo l'11 febbraio dopo una battaglia di trincea che ricordava i giorni peggiori della prima guerra mondiale; il successivo obiettivo degli Alleati, la città di Goch, fu conquistato dal XXX Corps il 22 febbraio dopo feroci combattimenti ravvicinati nei boschi e tra le case del centro abitato, intervallati da frequenti quanto fallimentari contrattacchi dei tedeschi.

### Il rilancio dell'offensiva
Fin dall'inizio di Veritable, il generale Crerar aveva tenuto conferenze giornaliere con i suoi comandanti di corpo d'armata e di divisione per esaminare i progressi dell'offensiva. Insoddisfatto per l'andamento troppo lento delle operazioni, Crerar ordinò il 21 febbraio di preparare un nuovo piano per rilanciare l'offensiva; visto che nella prima fase il XXX Corps di Horrocks sulla destra del fronte alleato aveva sostenuto gli scontri più duri, la nuova offensiva si sarebbe sviluppata principalmente sulla sinistra a opera del II Canadian Corps di Simonds, il quale fu incaricato di stendere il nuovo piano. Il 22 febbraio Simonds illustrò ai suoi subordinati il piano per la ripresa dell'offensiva, ribattezzato "operazione Blockbuster".

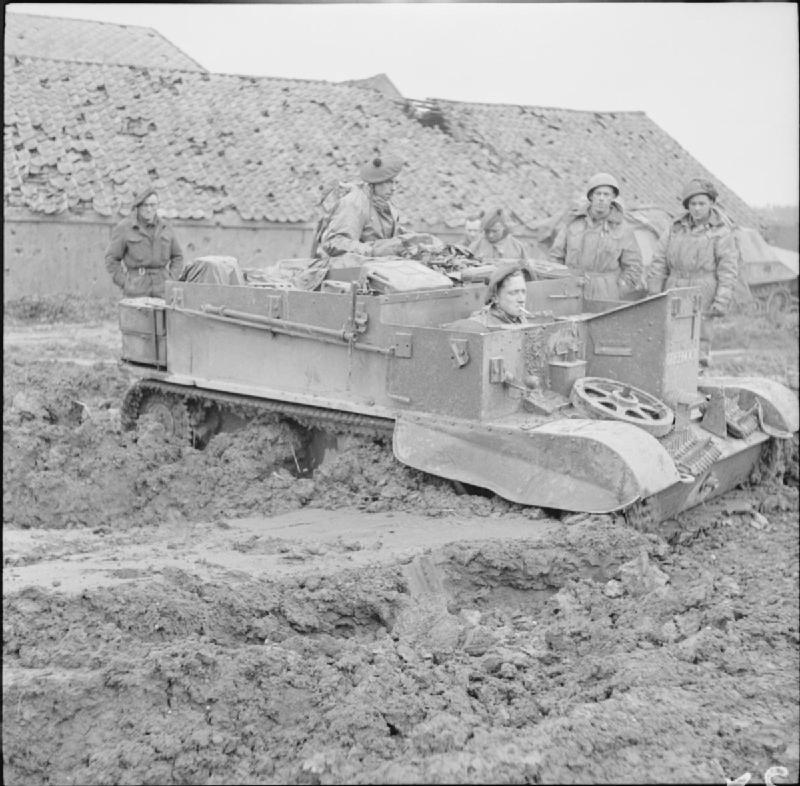
Un Universal Carrier britannico sprofondato nel fango della Reichswald; le condizioni del terreno in Renania furono di ostacolo ai movimenti meccanizzati degli anglo-canadesi per tutta la durata della campagna

Dopo aver preso Kleve, il II Canadian Corps si era faticosamente spinto a sud-est della città catturando gli abitati di Bedburg e Moyland, riuscendo infine a emergere dalla zona boscosa della Klever Reichswald per attestarsi parallelamente alla strada che collegava Kalkar a nord-est a Goch a sud-ovest; questa costituiva la linea di partenza per la nuova offensiva, che avrebbe visto gli anglo-canadesi proiettarsi ulteriormente verso sud-est alla volta dei loro obiettivi finali, ovvero la città di Xanten e soprattutto i ponti sul Reno a sud di essa che conducevano alla città di Wesel sull'altra sponda del fiume. I principali ostacoli posti sul cammino dei reparti alleati erano costituiti da una cresta collinare che si estendeva con un andamento a curva da Kalkar fino a Uedem più a sud, nonché da una nuova area fittamente boscosa (la Uedemer Hochwald o semplicemente Hochwald) posta a metà strada tra Uedem e Xanten. Nello scegliere l'asse dell'avanzata per la futura offensiva, Simonds decise di scartare la via d'approccio più facile, ovvero la strada parallela al Reno che da Moyalnd conduceva a Xanten via Kalkar: questa direttrice appariva come troppo ovvia, e infatti l'alto comando tedesco si aspettava che gli anglo-canadesi riprendessero l'offensiva lungo di essa; in aggiunta, la ricognizione fotografica aveva rilevato come la strada fosse troppo craterizzata a causa dei bombardamenti preparatori degli stessi Alleati, e che lo spazio di manovra sul lato settentrionale era limitato dalle zone allagate dai tedeschi lungo il Reno. Simonds scelse quindi una via d'approccio più a sud, avente come suo asse la linea ferroviaria che univa Goch a Xanten via Uedem: la linea ferrata correva lungo un solido terrapieno ritenuto privo di mine e non oggetto di particolari demolizioni, che i genieri potevano adattare al traffico veicolare; oltretutto, la linea ferroviaria aggirava da sud la foresta della Hochwald passando attraverso il varco che la divideva da un'ulteriore zona boscosa più a meridione, la Balberger Wald.
Blockbuster si sarebbe dovuta ricongiungere con la rinviata operazione Grenade degli statunitensi lungo il corso del Roer, che aveva infine preso il via. Dopo aver atteso che il livello del fiume calasse a sufficienza, la Ninth Army di Simpson lanciò l'attraversamento d'assalto del corso d'acqua nelle prime ore del 23 febbraio, e nonostante alcune difficoltà iniziali l'offensiva statunitense procedette bene potendo giovarsi della debolezza delle forze tedesche che aveva di fronte, prive di riserve perché mandate a nord a contrastare gli anglo-canadesi; per il 24 febbraio gli statunitensi avevano iniziato a portare i loro mezzi corazzati sull'altra sponda del Roer, espandendo sempre di più la loro testa di ponte nelle zone pianeggianti alle spalle del fiume. Sulla destra del II Canadian Corps, il XXX Corps britannico di Horrocks avrebbe quindi ripreso i suoi attacchi verso sud per andare incontro agli statunitensi e chiudere la morsa alle spalle delle forze tedesche ancora attestate sulla riva orientale della Mosa. Il corpo sarebbe dovuto avanzare lungo due direttrici: Gennep - Venlo sulla destra parallelamente alla Mosa e Goch - Gheldria sulla sinistra lungo il fianco del II Canadian Corps; il terreno era più aperto di quello che le forze di Simonds si trovavano davanti, ma le cittadine di Weeze, Kevelaer e Gheldria erano state massicciamente fortificate dai tedeschi. Una volta ricongiuntosi agli statunitensi nella zona di Gheldria, il XXX Corps avrebbe quindi voltato verso est e si sarebbe spinto verso Wesel congiuntamente al II Canadian Corps, chiudendo i reparti tedeschi con le spalle al Reno.

## Forze in campo

### Gli Alleati

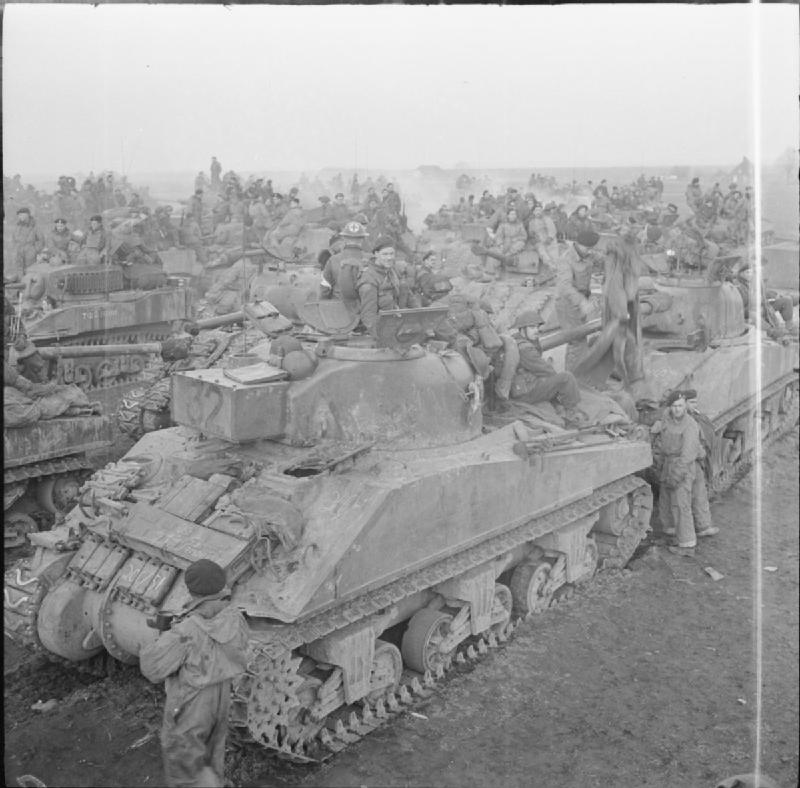
Carri M4 Sherman canadesi in ammassamento nella zona di Goch nel febbraio 1945

Al II Canadian Corps occorsero quattro giorni per radunare e riorganizzare le sue forze in vista della nuova offensiva, il cui inizio venne quindi fissato al 26 febbraio; per massimizzare la pressione sul nemico, Simonds decise di impiegare nell'attacco tutte le divisioni assegnate al suo corpo d'armata, se necessario schierandole su un fronte molto ristretto. Tre divisioni di fanteria avrebbero dato il via all'offensiva: al centro la 2nd Canadian Infantry Division, supportata da due reggimenti corazzati della 2nd Canadian Armoured Brigade avrebbe attaccato a sud di Kalkar, una mossa volta più che altro a distrarre i tedeschi e attirare le loro riserve verso nord; lo sforzo principale sarebbe stato sostenuto dalla 3rd Canadian Infantry Division alla sua destra, che avrebbe attaccato l'estremità meridionale della cresta nella zona di Uedem. La 43rd (Wessex) Infantry Division britannica, schierata sulla sinistra della 2nd Canadian Division, avrebbe appoggiato l'attacco dei canadesi ripulendo dal nemico il terreno tra Kalkar e il Reno. Una volta che la fanteria canadese avesse aperto un varco nelle difese tedesche a Uedem, Simonds avrebbe fatto intervenire le sue divisioni corazzate per sfruttare lo sfondamento: la 4th Canadian (Armoured) Division avrebbe attaccato sulla sinistra per andare a catturare il varco tra la Uedemer Hochwald e la Balberger Wald, mentre la 11th Armoured Division britannica sulla destra si sarebbe spinta più a sud in direzione degli abitati di Kervenheim e Sonsbeck.
Se durante i quattro giorni che precedettero l'inizio di Blockbuster la situazione si era mantenuta tranquilla lungo il fronte del II Canadian Corps, il XXX Corps britannico aveva invece lanciato alcuni attacchi preparatori all'offensiva vera e propria. Il 22 febbraio la 15th (Scottish) Infantry Division attaccò la zona boscosa a nord-est di Weeze, impegnandosi in scontri con i tedeschi finché non venne ritirata dal fronte il 25 febbraio per essere inviata in riserva; il suo posto fu preso da una formazione fresca, la 3rd Infantry Division, che andò a formare l'ala sinistra del XXX Corps con l'incarico di prendere i villaggi di Kervenheim e Winnekendonk. Dopo aver preso Goch, la 51st (Highland) Infantry Division aveva continuato a mantenere una pressione costante sui tedeschi spingendosi verso sud-est in direzione di Weeze, ma il 27 febbraio anch'essa fu ritirata dal fronte e trasferita alle riserve del 21st Army Group in previsione di un suo impiego nel futuro assalto anfibio oltre il Reno; il suo posto all'ala destra del XXX Corps fu assunto dalla 52nd (Lowland) Infantry Division, schierata nella zona di Afferden con il compito di avanzare parallelamente alla sponda orientale della Mosa. Al centro della linea del XXX Corps, infine, la 53rd (Welsh) Infantry Division aveva iniziato i suoi attacchi in direzione di Weeze già il 24 febbraio, fermandosi però il giorno dopo a circa un chilometro dalla cittadina dopo aver incontrato una forte resistenza tedesca appoggiata a estese fortificazioni campali. Le unità corazzate della Guards Armoured Division infine attendevano in riserva alle spalle della fanteria, pronte a sfruttare qualunque sfondamento nella linea nemica.
In vista dell'operazione, gli anglo-canadesi ammassarono lungo il fronte un gigantesco spiegamento di artiglieria: nel solo settore della 2nd Canadian Division erano stati radunati dodici reggimenti di artiglieria da campagna, sei reggimenti di artiglieria media e tre reggimenti di artiglieria pesante, mentre nel settore della 3rd Canadian Division erano presenti sette reggimenti di artiglieria campale e due di artiglieria media. Consistente era anche il supporto aereo, con varie squadriglie di cacciabombardieri incaricate di attaccare obiettivi prestabiliti lungo la linea del fronte, mentre i bombardieri medi dovevano condurre missioni di interdizione lungo i fianchi.

### I tedeschi

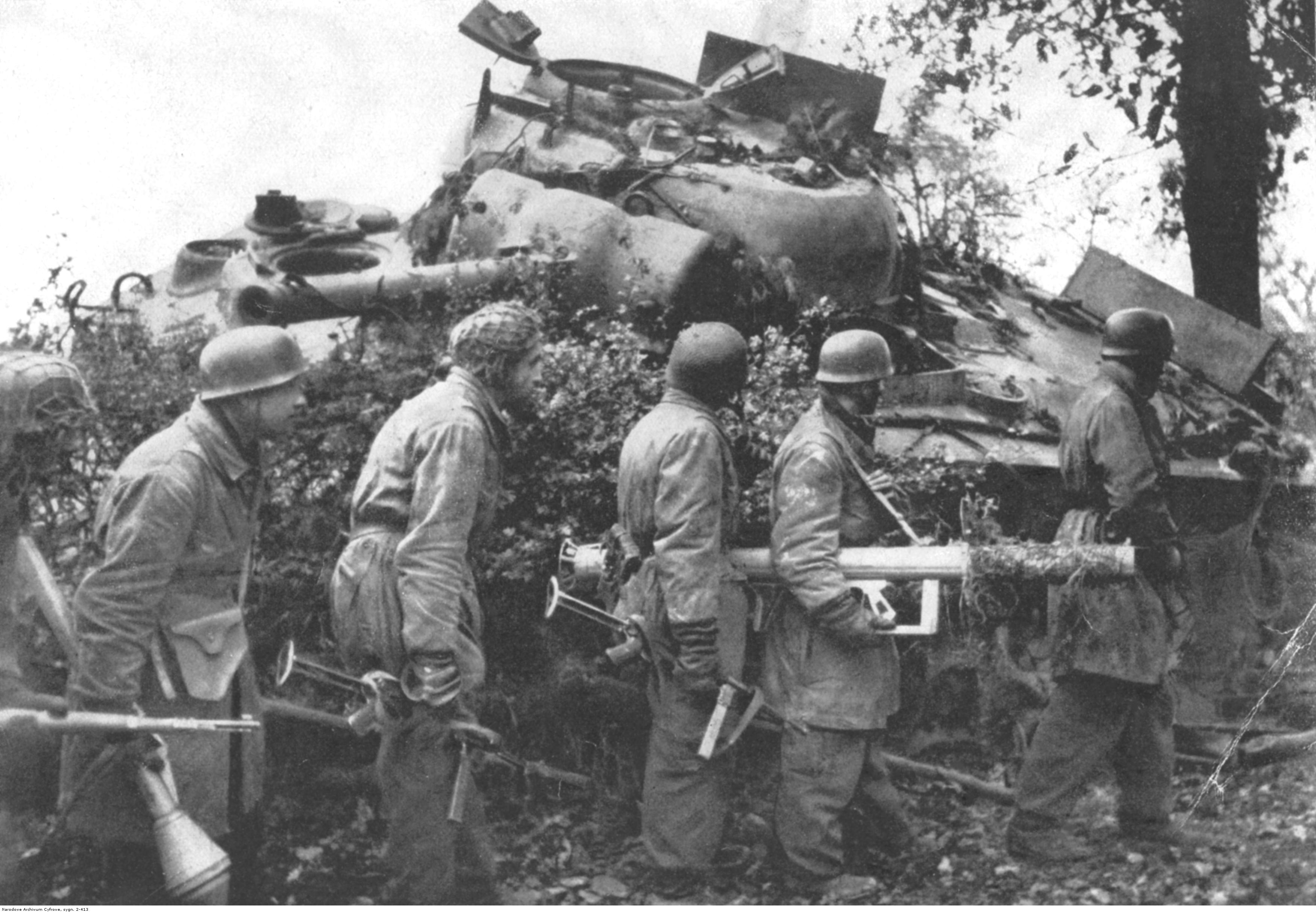
Fallschirmjäger tedeschi superano i resti di un carro armato alleato distrutto; la fanteria tedesca del 1944-1945 era ben equipaggiata con armi anticarro a razzo Panzerschreck (a destra) e Panzerfaust (a sinistra)

Il 25 febbraio l'alto comandante delle forze tedesche a ovest (Oberbefehlshaber West o OB West), feldmaresciallo Gerd von Rundstedt, discusse con Adolf Hitler della situazione in corso lungo il fronte della Renania: l'inizio dell'operazione Veritable aveva impensierito l'alto comando tedesco, il quale riteneva (giustamente) che l'attacco degli anglo-canadesi nel settore tra la Mosa e il Reno fosse solo il primo atto di un'offensiva più ampia, comprendente anche un assalto più a sud delle forze statunitensi volto a convergere sul Reno nella zona di Colonia. Per quanto l'attacco statunitense si fosse effettivamente verificato con l'attraversamento del Roer da parte della Ninth Army, von Rundstedt era ora molto più preoccupato dagli sviluppi in corso nel settore centrale del fronte occidentale, in particolare nella zona al confine tra la Germania e il Lussemburgo dove gli attacchi della Third United States Army lungo la Mosella stavano minacciando Treviri. Hitler tuttavia bollò questi attacchi come mere azioni secondarie, e ordinò a von Rundstedt di tenere invece alta la guardia nella Renania settentrionale, se necessario trasferendovi risorse aggiuntive da altri settori del fronte occidentale: la zona tra la Mosa e il Reno era la via più veloce a disposizione degli Alleati per arrivare alla regione industriale della Ruhr, vitale per la produzione bellica della Germania, e per quanto per ordine del Führer nessun metro di terreno tedesco avrebbe dovuto essere ceduto senza combattere, questo settore rivestiva un'importanza maggiore degli altri. Le forze tedesche ricevettero l'ordine di aggrapparsi alle fortificazioni della Linea Sigfrido e di resistere a ogni costo agli attacchi degli Alleati; Hitler arrivò anche a ritardare l'allestimento di postazioni difensive secondarie per timore che queste fortificazioni nelle retrovie potessero indurre i reparti al fronte a ritirarsi.
Da parte tedesca, la zona settentrionale del fronte occidentale era responsabilità dell'Heeresgruppe H del generale Johannes Blaskowitz, il quale difendeva lo strategico settore tra la Mosa e il Reno con la 1. Fallschirm-Armee ("armata paracadutisti") del generale Alfred Schlemm; le forze di Schlemm, a loro volta, comprendevano quattro comandi di corpo d'armata. Il II. Fallschirmkorps del generale Eugen Meindl aveva sostenuto il peso iniziale dell'operazione Veritable, venendo progressivamente respinto verso sud fino ad attestarsi nella zona compresa tra Weeze e Uedem. Al momento del lancio di Blockbuster il corpo comprendeva unità di diverso valore, tutte più o meno usurate dai recenti eventi bellici: la 7. Fallschirmjäger-Division era la formazione in miglior stato, mentre solo metà dell'8. Fallschirmjäger-Division era disponibile per affrontare la nuova offensiva; la 15. Panzergrenadier-Division e soprattutto l'84. Infanterie-Division, reduci dai pesanti combattimenti nella Klever Reichswald, erano ridotte a pochi brandelli operativi. Sulla destra, il settore tra Uedem e il Reno era difeso dal XLVII. Panzerkorps del generale Heinrich Freiherr von Lüttwitz, la riserva mobile dell'Heeresgruppe H subito spedita a puntellare il fronte dopo l'avvio dell'operazione Veritable: il corpo aveva in linea nella zona di Kalkar la 6. Fallschirmjäger-Division, quasi a pieno organico, mentre a sud di questa si trovavano le unità corazzate della 116. Panzer-Division e del Kampfgruppe "Hauser" (formazione ad hoc creata con alcuni elementi della Panzer-Lehr-Division), recentemente rimpinguate di uomini e veicoli blindati tramite il trasferimento di risorse dal fronte della Mosella; l'abitato di Uedem infine era tenuto da un reggimento tratto dall'organico della 2. Fallschirmjäger-Division. Da Weeze a Venlo più a sud il LXXXVI. Armeekorps del generale Erich Straube teneva il fronte lungo la Mosa con due deboli divisioni di fanteria, la 180. e la 190. Infanterie-Division; il LXIII. Armeekorps del generale Erich Abraham infine presidiava il fronte ancora più a sud, da Venlo a Roermond.
Le forze anglo-canadesi avrebbero dato l'assalto all'ultima postazione difensiva preparata dai tedeschi nella zona tra la Mosa e il Reno, designata dagli Alleati come "distesa di Hochwald" e dai tedeschi come "Linea Schlieffen". La posizione consisteva in tre linee di trincee rinforzate da casematte, reticolati di filo spinato e fossati anticarro; la linea era più forte nella sezione settentrionale, dove si appoggiava ad alture che dominavano la pianura sottostante, ma era più debole nel settore meridionale a sud di Ueden, dove le colline digradavano in altitudine e dove i boschi e le estese coltivazioni limitavano il campo di tiro delle armi pesanti. Secondo il comando del XLVII. Panzerkorps erano stati fatti dei tentativi piuttosto tardivi di rinforzare la linea, riparando le trincee parzialmente crollate e costruendo nuovi rifugi, ma i lavori erano ben lontani dal completamento quando scattò l'offensiva alleata. Nel corso della terza settimana di febbraio il generale Schlemm, senza informare l'alto comando a Berlino, fece ritirare dalle postazioni della Linea Sigfrido tra Gheldria e Roermond una cinquantina di cannoni 8,8 cm FlaK rischierandoli nella zona della Hochwald; i pezzi, nati come armi antiaeree, erano ottimi anche nel tiro anticarro ma i loro artiglieri erano reclute inesperte e poco disciplinate, molte delle quali si diedero alla fuga non appena la battaglia ebbe inizio.

## La battaglia

### L'inizio dell'offensiva

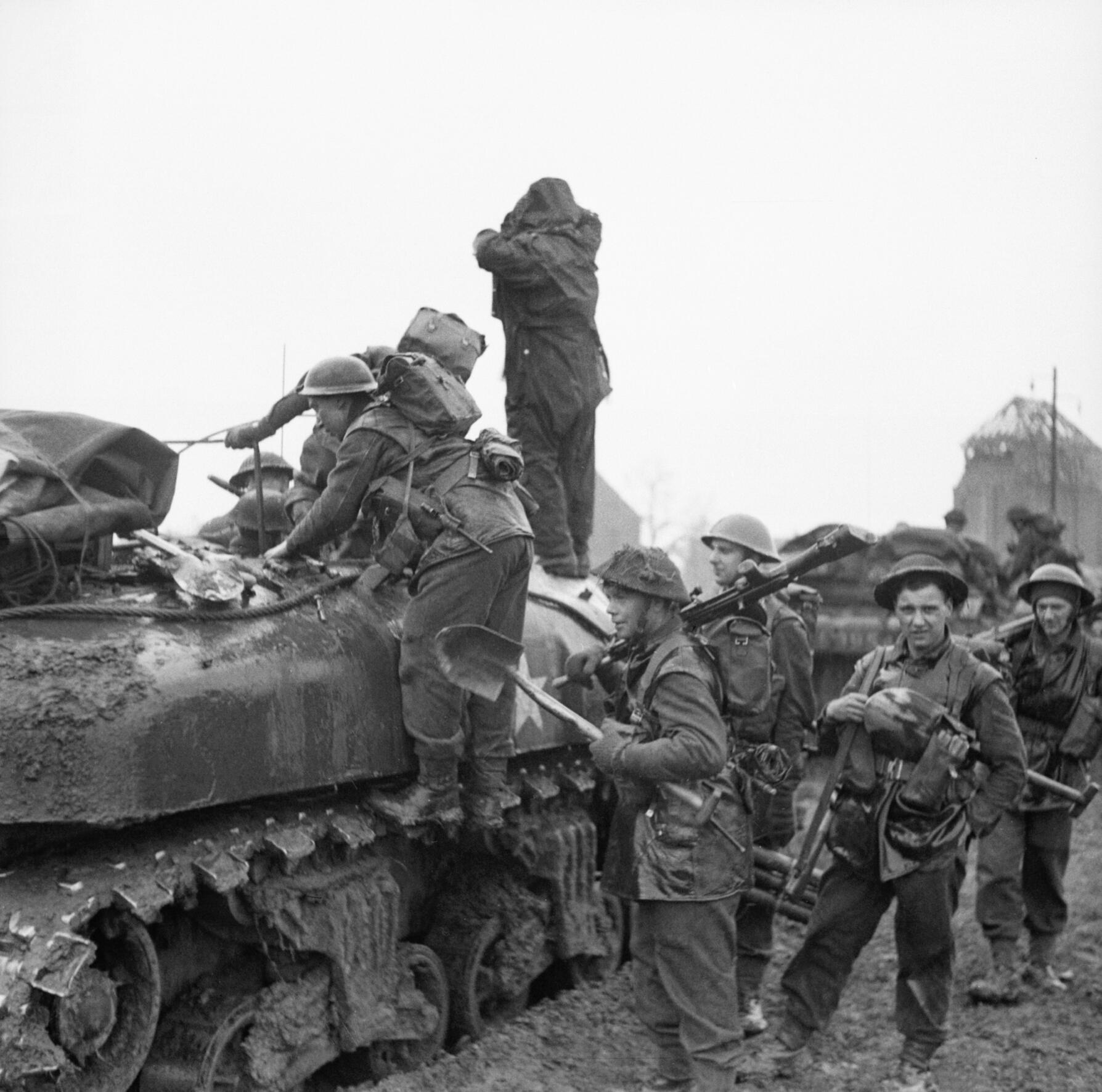
Fanti britannici salgono a bordo di un veicolo da trasporto Kangaroo sul fronte renano nel marzo 1945

Poco dopo il tramonto del 25 febbraio i primi reparti della 2nd Canadian Division si portarono sulle posizioni di partenza nei campi fangosi a sud-ovest di Kalkar; le forze tedesche erano in stato di allerta e sorvegliavano attentamente la zona, l'unico spazio abbastanza ampio per assemblare una forza d'attacco di grosse dimensioni: i reparti canadesi subirono un bombardamento piuttosto pesante da parte dell'artiglieria tedesca, ma il movimento fu completato senza troppe complicazioni e cinque battaglioni canadesi presero posizione in vista dell'attacco. Nelle prime ore del 26 febbraio un contingente di paracadutisti tedeschi appoggiato da sei carri armati lanciò un attacco preventivo contro il fianco destro della 2nd Canadian Division: l'azione poteva scombinare i piani d'attacco dei canadesi, ma una compagnia del reggimento The Royal Hamilton Light Infantry tenne duro e respinse l'attacco grazie al supporto dell'artiglieria, mettendo in fuga gli attaccanti e distruggendo un carro Panzer V Panther. La situazione lungo il fronte tornò quindi tranquilla per una quindicina di minuti, prima che alle 03:45 l'artiglieria anglo-canadese iniziasse il bombardamento d'apertura dell'operazione Blockbuster.
Intorno alle 04:30, mentre l'artiglieria allungava il tiro sulle retrovie tedesche, la 5th Infantry Brigade sulla sinistra e la 6th Infantry Brigade sulla destra diedero il via all'attacco; la fanteria canadese era quasi interamente montata su veicoli da trasporto corazzati Kangaroo, che consentivano loro di tenere il passo con i carri armati d'appoggio, mentre l'illuminazione era data da batterie di proiettori che facevano riflettere i loro fasci di luce sulle nubi basse in cielo. Nonostante dieci dei carri d'appoggio si fossero impantanati nel terreno melmoso e un undicesimo fosse stato immobilizzato da una mina, la 6th Brigade prese rapidamente i suoi obiettivi iniziali nel corso della prima mattinata: i Kangaroo consentirono alla fanteria di superare indenne il considerevole fuoco delle mitragliatrici tedesche, e i canadesi si assicurarono il controllo del terreno elevato nei pressi della linea ferroviaria Cleve-Xanten; al costo di 140 perdite tra morti e feriti, la brigata catturò tra 400 e 500 prigionieri tedeschi nel corso di questo primo assalto. Sulla sinistra, la 5th Brigade ottenne progressi più lenti nel suo attacco a una zona boscosa un chilometro a sud-ovest di Kalkar, anche per via di una carenza di carri d'appoggio nella fase iniziale dell'attacco; solo dopo l'arrivo a metà mattina di unità corazzate in rinforzo, tra cui dei veicoli lanciafiamme "Wasp" (una cingoletta Universal Carrier dotata di lanciafiamme), fu possibile piegare la resistenza dei tedeschi e assicurarsi gli obiettivi di giornata.

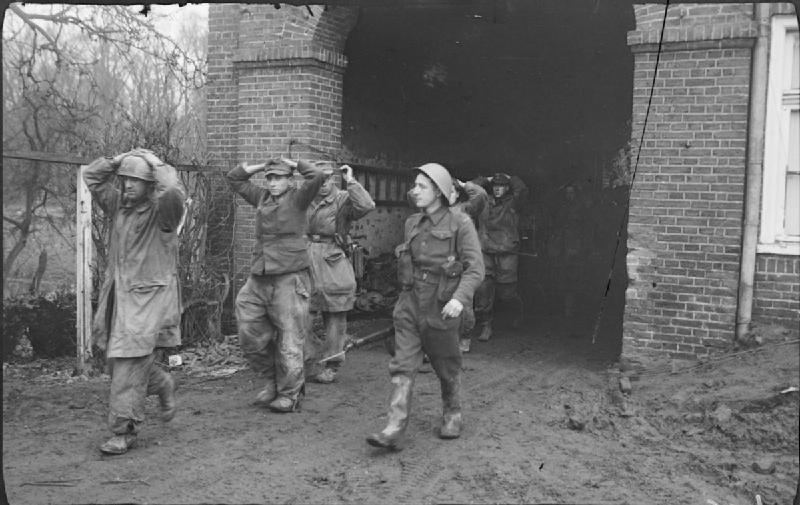
Un soldato canadese scorta fuori da un edificio nella zona di Uedem un gruppo di paracadutisti tedeschi prigionieri

Mentre la 2nd Canadian Division lanciava il suo attacco diversivo a sud di Kalkar, la 3rd Canadian Division sferrò l'attacco principale in direzione di Uedem; l'attacco si sviluppò in una zona più pianeggiante, ma punteggiata di fattorie i cui edifici erano stati trasformati in capisaldi difensivi tenuti da ostinati contingenti di paracadutisti tedeschi. Il The Queen's Own Rifles of Canada, che guidava l'avanzata iniziale dell'8th Infantry Brigade, si ritrovò impegnato in un duro combattimento per la conquista dei villaggi di Mooshof, Steeg e Wemmershof, risolto infine intorno alle 05:00 con l'aiuto di un contingente di cingolati lanciafiamme Wasp; l'attacco costò al battaglione un totale di 37 morti e 65 feriti, tra cui il sergente Aubrey Cosens insignito postumo per le sue azioni quel giorno della Victoria Cross (la prima ottenuta dalla 3rd Canadian Division nella guerra). L'8th Infantry Brigade mosse quindi in direzione dei villaggi di Keppeln e Hollen, a nord di Uedem, affrontando strada facendo un pesante fuoco di sbarramento da parte dei mortai e delle mitragliatrici tedesche; nel corso di una dura battaglia proseguita per tutta la mattinata, Hollen fu presa dal Régiment de la Chaudière al prezzo di 16 morti e 46 feriti, mentre la fanteria del The North Shore (New Brunswick) Regiment e i carri del 1st Hussars conquistarono Keppeln lasciando sul terreno 28 morti, 53 feriti, nove carri distrutti e quattro impantanati. La 9th Infantry Brigade superò quindi le posizioni dell'8th Brigade e si pose alla testa dell'avanzata verso Uedem.
Al centro tra le due divisioni di fanteria canadesi, a metà mattina la 4th Canadian Division lanciò in avanti un gruppo corazzato con il compito di assicurarsi il controllo della metà settentrionale della cresta tra Kalkar e Uedem; l'attacco procedette lentamente all'inizio, ostacolato dal fuoco delle armi anticarro della fanteria tedesca, ma i carri e la fanteria meccanizzata canadesi riuscirono infine a piegare la resistenza nemica e a catturare le alture a nord-est di Uedem dopo una battaglia proseguita fino al tramonto. Nel frattempo, la 9th Brigade mosse alla volta dell'abitato di Uedem, preso d'assalto a partire dalle 21:00; la cittadina fu difesa con ferocia dal Fallschirmjäger-Regiment 7 tedesco per tutta la notte, ma cadde infine in mano ai canadesi alle 04:00 del 27 febbraio. La 9th Brigade si spinse quindi in avanti a sud dell'abitato, e verso le 09:30 aveva raggiunto e messo in sicurezza la massicciata della ferrovia tra Goch e Xanten; questo consentì a Simonds di far intervenire nello scontro la sua seconda divisione corazzata, l'11th Armoured Division britannica, che si mise in marcia dalla zona a est di Goch nel corso della notte tra il 26 e il 27 febbraio per dirigere alla volta del villaggio di Kervenheim a sud di Uedem. Una volta superata la massicciata della ferrovia nella zona di Stein a sud-est di Uedem, tuttavia, i britannici vennero fermati dalle forti difese anticarro tedesche nella zona dell'altura di Gochfortzberg.

### La battaglia per la Hochwald

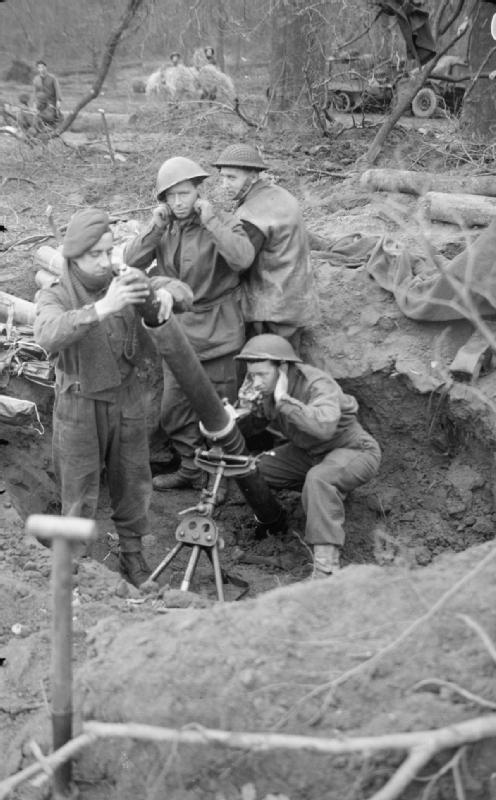
Un mortaio pesante da 107 mm britannico pronto al fuoco durante gli scontri in Renania

Sul fianco sinistro della 2nd Canadian Division, elementi della 43rd (Wessex) Division britannica presero Kalkar nel pomeriggio del 27 febbraio senza incontrare opposizione, visto che i tedeschi si erano già ritirati dall'abitato; il reggimento da ricognizione della divisione passò poi i giorni seguenti a ripulire dal nemico i piccoli villaggi lungo la sponda occidentale del Reno. La progressione dei reparti della stessa 2th Canadian Division più a sud era rallentata dalle strade in rovina e dalle campagne invase dal fango, ma la 5th Brigade fu in grado di spingersi attraverso la vallata alle spalle di Kalkar e, superate le difese tedesche, raggiungere intorno alle 10:00 del 27 febbraio il limitare della Hochwald nei pressi del villaggio di Schmachdarm; qui i canadesi furono infine bloccati da uno sbarramento di artiglieria tedesco, comprendente anche il fuoco di pezzi pesanti proveniente dalla sponda orientale del Reno. Sul fianco destro della 2nd Canadian Division, la 4th Canadian Division organizzò un gruppo da combattimento con la fanteria del The Algonquin Regiment e dai carri del reggimento da ricognizione della divisione, che mosse in avanti con la copertura del buio e di un massiccio bombardamento preparatorio per andare ad assaltare, intorno alle 05:15 del 27 febbraio, un'altura tondeggiante ("Point 73") che dominava l'entrata occidentale al varco tra la Hochwald e la Balberger Wald: la posizione era ben fortificata e fu tenacemente difesa anche con contrattacchi dai tedeschi, i quali sottoposero la zona a un pesante bombardamento con mortai e artiglieria pesante che tenne i canadesi inchiodati alle loro posizioni. Un tentativo di aggirare la posizione sulla destra si concluse in un disastro quando i canadesi caddero in un'imboscata perdendo undici carri e dodici Kangaroo sotto il fuoco dei cannoni da 8,8 cm e dei Panzerfaust tedeschi.
La 10th Infantry Brigade della 4th Division stava nel mentre muovendo in supporto della punta avanzata rappresentata dall'Algonquin Regiment, ma fu a sua volta bloccata dai bombardamenti tedeschi nel tardo pomeriggio del 27 febbraio prima di arrivare al varco tra le due foreste. Dopo aver riorganizzato le forze, la brigata sferrò un attacco intorno alle 02:00 del 28 febbraio preceduta da un pesante sbarramento di artiglieria: la fanteria del The Argyll and Sutherland Highlanders of Canada, con il supporto dei corazzati del South Alberta Regiment, si assicurò dopo un duro combattimento il possesso di "Point 73" all'alba, ma passò poi il resto del giorno inchiodata sulla collina a respingere svariati contrattacchi tedeschi portati dai paracadutisti della 8. Fallschirmjäger-Division appoggiati dai carri della 116. Panzer-Division. Il The Lincoln and Welland Regiment doveva supportare l'azione degli Highlanders attaccando sul loro fianco destro in direzione della Balberger Wald intorno alle 12:30, ma prima ancora che l'azione avesse inizio le compagnie di testa del reggimento furono decimate da una concentrazione di fuoco d'artiglieria e lanciarazzi tedeschi sui loro punti di radunata e l'attacco fu quindi annullato; una compagnia dell'Algonquin Regiment riuscì invece a catturare il villaggio di Üdemerbruch, posto davanti al varco tra le due foreste. Se la situazione nel settore centrale del II Canadian Corps non stava procedendo con la velocità sperata, sui fianchi le cose andavano meglio: sul fianco sinistro, tra il 27 e il 28 febbraio la 4th Brigade della 2nd Canadian Division ripulì dal nemico le alture alle spalle di Kalkar per poi muovere verso la parte settentrionale della Hochwald; sul fianco opposto, l'11th Armoured Division britannica riuscì infine ad avere ragione delle difese tedesche sull'altura di Gochfortzberg nel pomeriggio del 27 febbraio, aprendosi poi la strada verso est attraverso il terreno melmoso e insidioso alle spalle della collina.

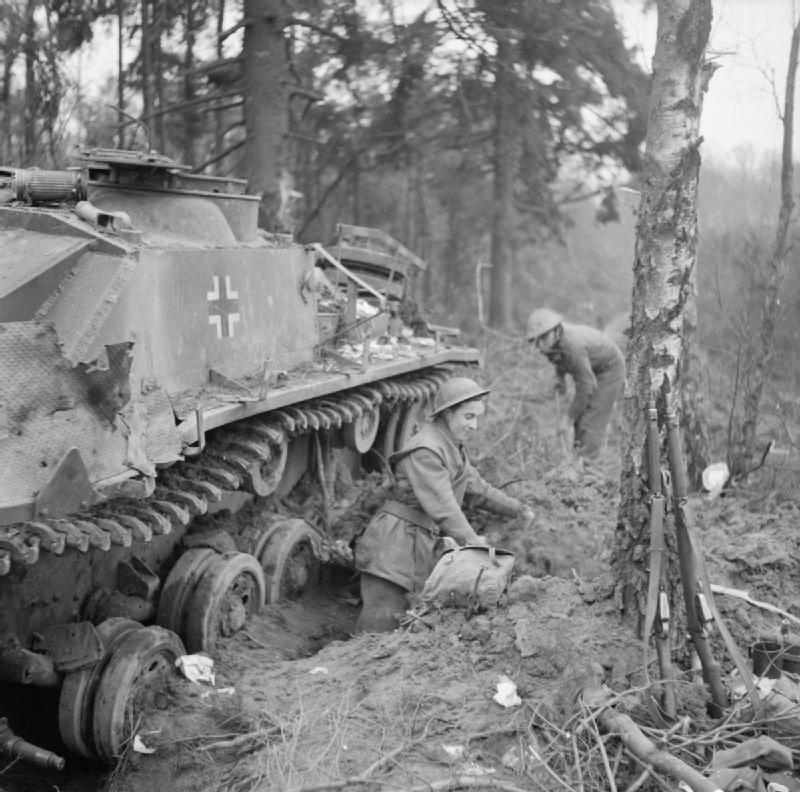
Due soldati britannici a fianco dei resti di un cannone d'assato StuG III tedesco distrutto nei boschi della Renania

Mentre il II Canadian Corps si apriva con fatica la via verso la Hochwald, sul fianco destro il XXX Corps britannico manteneva una pressione più ridotta ma costante sui tedeschi; il tempo pessimo aveva ostacolato le operazioni aeree degli alleati il 26 e il 27 febbraio, ma il 28 febbraio le condizioni atmosferiche furono buone a sufficienza da permettere una serie di massicce incursioni contro le retrovie tedesche: a farne le spese furono principalmente i villaggi di Sonsbeck e Winnekendonk, rasi al suolo dai bombardamenti. La 53rd (Welsh) Division manteneva la pressione sull'abitato di Weeze e la 3rd Division, superati i boschi a est di Goch, tagliò la strada tra Uedem e Weeze il 28 febbraio; quello stesso giorno, la 52nd (Lowland) Division prese l'abitato di Groote Horst e iniziò a discendere la sponda orientale della Mosa verso sud incontro ai reparti statunitensi della Ninth Army in risalita verso nord. L'offensiva statunitense lungo il Roer era in pieno svolgimento e stava facendo completamente crollare il fronte tedesco nella zona: una situazione pericolosissima per la 1. Fallschirm-Armee di Schlemm, che intenta a fare fronte agli attacchi degli anglo-canadesi correva ora il rischio di essere presa alle spalle dagli statunitensi. Il 28 febbraio von Rundstedt riuscì a strappare da Hitler il permesso di attuare dei ripiegamenti nella zona della 1. Fallschirm-Armee, principalmente facendo leva sulla necessità di mantenere un fronte coeso e impedire la formazione di brecce da cui gli Alleati potessero raggiungere i ponti sul Reno; a Schlemm fu tuttavia imposto di tenere a ogni costo una testa di ponte sulla sponda occidentale del Reno, incentrata sulla città di Wesel, onde impedire il blocco dei canali fluviali tramite cui il carbone estratto nella Ruhr veniva inviato ai porti del Mare del Nord. A Schlemm fu proibito di evacuare sulla sponda orientale del Reno qualunque soldato e qualunque equipaggiamento pesante senza l'esplicito consenso di Hitler, con il risultato di intasare la zona davanti a Wesel di veicoli fuori uso, cannoni senza più munizioni e personale amministrativo di retrovia; solo in seguito il generale ricevette il permesso di evacuare quantomeno il personale inadatto al combattimento e alcuni tipi di equipaggiamento. Il quartier generale del LXXXVI. Armeekorps fu inviato a est del Reno per assumere la direzione delle difese lungo il fiume, cedendo il suo settore e le sue divisioni al II. Fallschirmkorps; il LXIII. Armeekorps fu ritirato dalla Mosa e spedito in tutta fretta a organizzare il fronte meridionale della testa di ponte contrapposto agli statunitensi, ricevendo in rinforzo la 2. Fallschirmjäger-Division richiamata dai Paesi Bassi e i resti della 15. Panzergrenadier-Division e dell'84. Infanterie-Division ceduti dal II. Fallschirmkorps.
Anche dopo lo spostamento di unità sul suo fianco meridionale, Schlemm continuò a opporre una resistenza ostinata agli attacchi della First Canadian Army. Il 1º marzo le unità canadesi intrapresero una serie di assalti di fanteria per scacciare i tedeschi dai boschi della Hochwald e dal terreno elevato a sud della massicciata della ferrovia Goch-Xanten. Nel settore della 2nd Canadian Division, i fanti del The Essex Scottish Regiment furono impegnati in un violento e prolungato combattimento con i paracadutisti tedeschi in mezzo agli alberi nella parte settentrionale della Hochwald; il maggiore Frederick Albert Tilston si guadagnò una Victoria Cross per le sue azioni durante questo scontro. Meno successo ebbero gli attacchi della 3rd Canadian Division più a sud in direzione della Balberger Wald, ributtati indietro dalle concentrazioni di fuoco dell'artiglieria tedesca; solo la mattina seguente la divisione riuscì infine, con un rinnovato assalto, a mettere piede nella foresta e iniziare a ripulirla dal nemico. All'alba di quello stesso 2 marzo, la 2nd Canadian Division sferrò un attacco in massa verso il varco tra la Hochwald e la Balberger Wald con il supporto di unità di carri e di fanteria su Kangaroo distaccati dalla 4th Canadian Division: ne seguì un combattimento pesante e confuso, e i canadesi furono infine respinti sulle posizioni di partenza da un contrattacco del Fallschirmjäger-Regiment 24 supportato dai carri armati e dall'artiglieria della 116. Panzer-Division. Fallito il tentativo di sfondamento, la 2nd Canadian Division si concentrò nell'opera di ripulitura dal nemico della parte settentrionale della Hochwald, proseguita sistematicamente anche nel corso del 3 marzo. Nel mentre, la 3rd Canadian Division a sud spese gran parte del 2 e del 3 marzo a ripulire dal nemico i boschi della Balberger Wald: non vi furono azioni in massa, ma piuttosto uno stillicidio di assalti a postazioni tedesche difese da manipoli di uomini e tentativi di infiltrazioni nemiche nelle linee canadesi durante la notte.

### A est della Hochwald

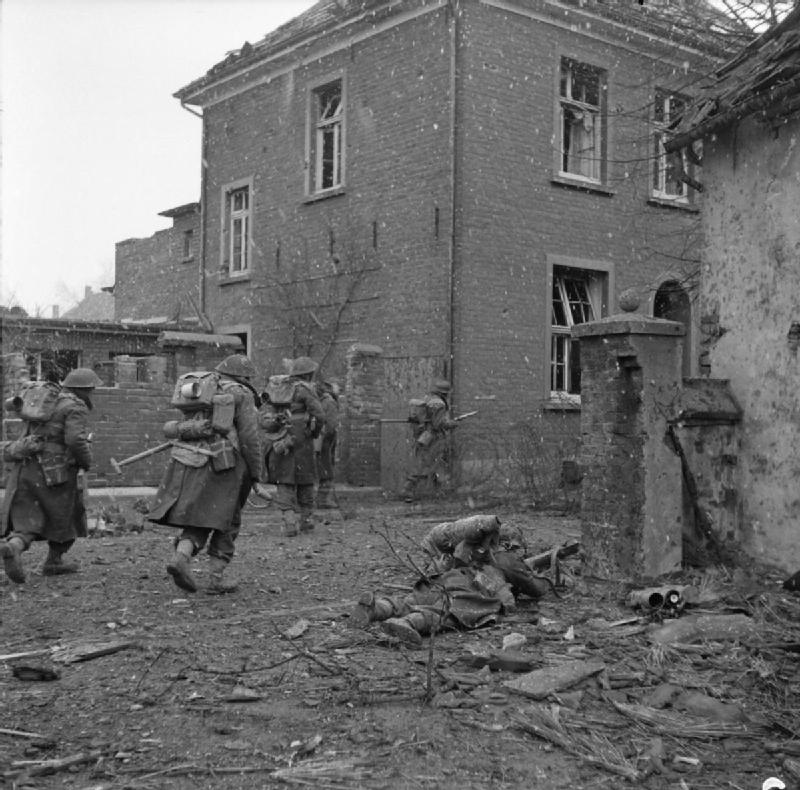
Soldati britannici entrano a Weeze il 2 marzo 1945

Sul fianco meridionale del II Canadian Corps, l'11th Armoured Division britannica aveva speso i primi tre giorni di marzo ad aprirsi la strada attraverso le difese campali tedesche a sud della Balberger Wald, stringendo sull'abitato di Sonsbeck; si decise tuttavia di non tentare l'assalto al villaggio, circondato di piazzeforti tedesche e da un terreno troppo craterizzato dai bombardamenti, e la divisione rimase ad attendere che i canadesi aprissero la via nella Balberger Wald per attaccare Sonsbeck da dietro. Il ripiegamento dei reparti tedeschi dalla Mosa perché fossero inviati a contrastare l'avanzata statunitense più a sud rese invece estremamente più facili i movimenti del XXX Corps britannico: nel settore della 3rd Division britannica, il villaggio di Kervenheim fu preso il 1º marzo e quello di Winnekendonk il 2 marzo dopo che i reparti tedeschi li avevano abbandonati; anche Weeze fu trovata sgombrata dal nemico il 2 marzo, e la 53rd (Welsh) Division iniziò ad avanzare lungo la strada da Weeze a Kevelaer senza incontrare alcun soldato tedesco. L'avanzata britannica continuò del tutto incontrastata e, superata Kevelaer, nel pomeriggio del 3 marzo la punta avanzata della 53rd (Welsh) Division si ricongiunse all'avanguardia della 35th Infantry Division nei pressi del villaggio di Berendonk, cinque chilometri a nord-ovest di Gheldria, stabilendo quindi un fronte continuo tra le forze della First Canadian Army a nord e quelle della Ninth Army statunitense a sud. Contemporaneamente, anche la 52nd (Lowland) Division avanzò incontrastata lungo l'argine orientale della Mosa, prendendo il villaggio di Langstraat il 2 marzo e quello di Well il 3 marzo prima di stabilire a sua volta, il 4 marzo, un collegamento con le avanguardie statunitensi nei pressi di Walbeck.
Anche nella zona della Hochwald i tedeschi stavano attuando ritirate tattiche. Nella notte tra il 3 e il 4 marzo il XLVII. Panzerkorps ritirò la 116. Panzer-Division dalla foresta per inviarla a rinforzare la testa di ponte di Wesel nei dintorni dell'abitato di Alpen; il suo posto fu preso dalla 180. Infanterie-Division, che con la 6. Fallschirmjäger-Division formò una nuova linea circa tre chilometri a est della Hochwald per opporsi al II Canadian Corps. Nel settore del II. Fallschirmkorps, anche la 190. Infanterie-Division fu ritirata e inviata ad Alpen, lasciando alla sola 7. Fallschirmjäger-Division e ai resti della 8. Fallschirmjäger-Division il compito di contrastare le avanzate del XXX Corps britannico. Queste ritirate consentirono infine alla 2nd Canadian Division di occupare definitivamente la Hochwald nel corso del 4 marzo: pur continuamente disturbati dal fuoco dei mortai e dell'artiglieria tedesca, i canadesi non incontrarono nel corso della loro avanzata altro che equipaggiamento nemico abbandonato. Sul fianco destro della divisione, la 3rd Canadian Division completò nel pomeriggio del 4 marzo la ripulitura dal nemico della Balberger Wald, riuscendo ad arrivare all'estremità orientale della foresta; sul fianco sinistro, la 43rd (Wessex) Division britannica avanzò incontrastata lungo la strada tra Kalkar e Xanten prendendo il villaggio di Kehrum il 3 marzo e quello di Marienbaum il 4 marzo, attestandosi poi presso l'abitato di Vynen e iniziando a inviare pattuglie da ricognizione in direzione della stessa Xanten.

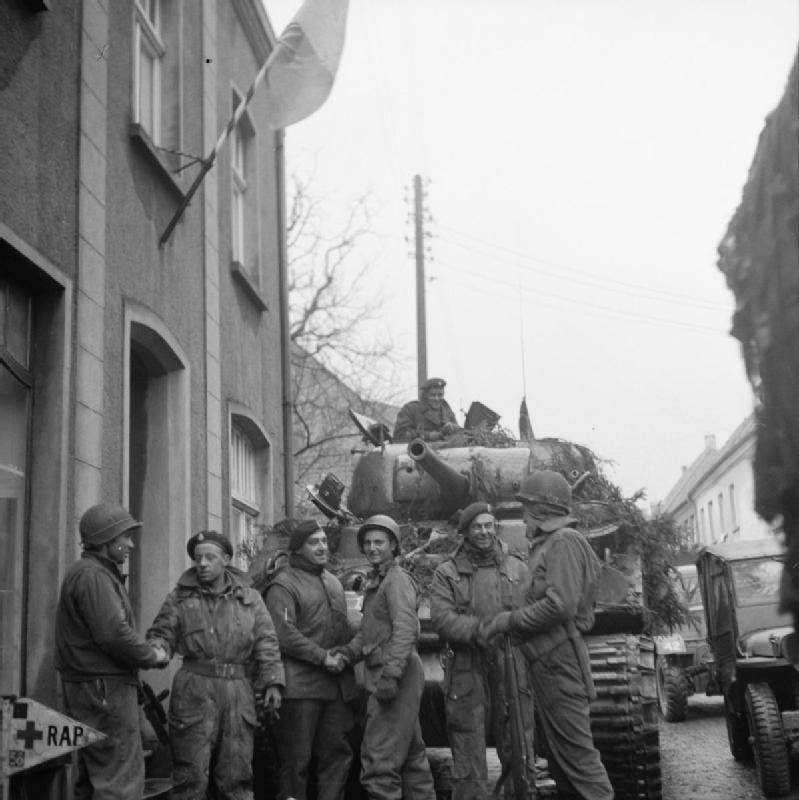
Fanti statunitensi e carristi britannici si stringono la mano nelle strade di Issum il 6 marzo 1945

Completato il ricongiungimento con gli statunitensi a Gheldria, il XXX Corps ruotò il suo fronte e iniziò a premere verso est alla volta di Wesel: la 53rd (Welsh) Division prese come asse d'avanzata la strada principale che collegava Gheldria a Wesel passando per i centri di Issum e Alpen, avendo sulla sua sinistra in appoggio i mezzi corazzati della Guards Armoured Division. I fanti britannici presero facilmente Issum il 4 marzo, ma l'avanzata della Guards Division sul loro fianco sinistro fu molto rallentata prima dalla necessità di trovare strade adeguate che non fossero state interrotte dalle distruzioni operate dal nemico, e poi dal dover sloggiare alcune ostinate retroguardie tedesche asserragliate nei villaggi e nei boschi a nord di Issum, ben supportate da cannoni d'assalto e pezzi anticarro; solo dopo due giorni di scontri anche duri il 6 marzo la divisione riuscì a spingersi in avanti fino a prendere il villaggio di Bönninghardt: fece prigionieri 200 paracadutisti della 8. Fallschirmjäger-Division e si assicurò il possesso delle colline a nord-ovest di Alpen, da cui si godeva un'ottima visuale sulla testa di ponte tedesca di Wesel. Contemporaneamente, la 53rd (Welsh) Division si era aperta la strada combattendo nella foresta della Die Leucht a sud di Alpen, mentre la 3rd Division britannica muoveva sulla sinistra della Guards Division per ripulire dalle retroguardie nemiche la zona boscosa della Winkelscher Busch, congiungendosi il 6 marzo nei pressi di Sonsbeck ai canadesi della 3rd Canadian Division usciti dalla Balberger Wald più a nord; l'11th Armoured Division fu quindi ritirata dal fronte e inviata in riserva. Le condizioni meteo continuavano a mantenersi pessime, ostacolando le operazioni di volo delle aeronautiche alleate; il restringimento della testa di ponte consentiva ora ai tedeschi di concentrare maggiormente le proprie capacità antiaeree, rendendo sempre più pericoloso per i piloti alleati di operare sopra la zona di operazioni: di conseguenza, nel corso dell'ultima settimana dell'operazione Blockbuster il supporto aereo ravvicinato ai reparti anglo-canadesi fu praticamente nullo.

### La testa di ponte di Wesel

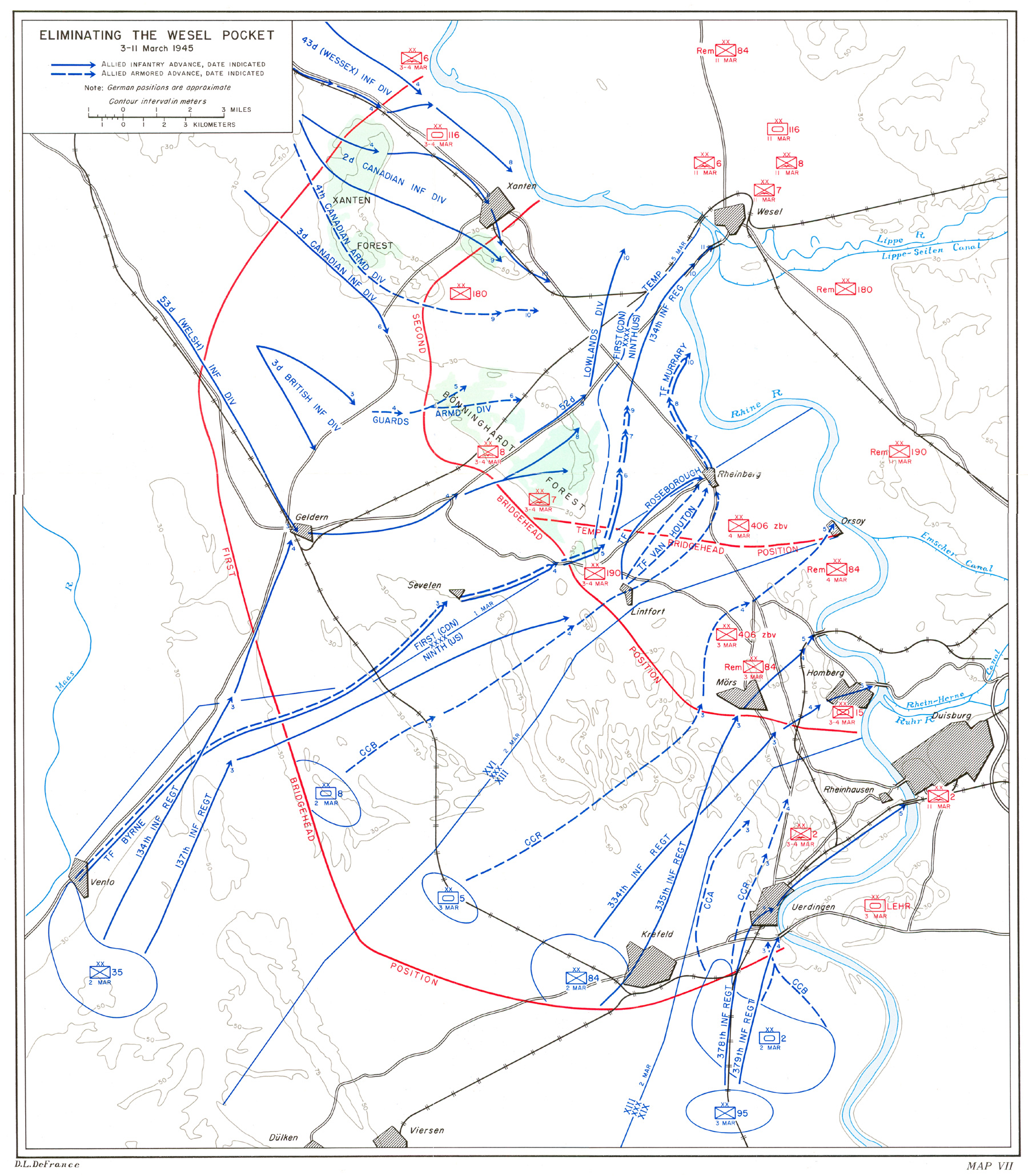
Carta della testa di ponte di Wesel

Per il 6 marzo la testa di ponte tedesca a ovest del Reno si era ritratta in una linea ad arco che andava da Xanten a nord a Rheinberg a sud passando per Alpen; la parte meridionale era sottoposta ad attacchi da parte del XVI Corps statunitense, mentre al centro e a nord premevano i reparti della First Canadian Army. Appoggiata sulla sinistra dalla 43rd (Wessex) Division e sulla destra dalla 4th Canadian Division, la 2nd Canadian Division aveva tentato di infiltrare alcune unità in direzione di Xanten il 5 marzo, ma la manovra era stata respinta dai tedeschi e gli anglo-canadesi si erano raggruppati per poi sferrare, la mattina dell'8 marzo, un attacco su più larga scala: preceduti da un massiccio sbarramento di artiglieria e appoggiati da carri sminatori e lanciafiamme, i fanti della 4th e 5th Brigade canadesi e della 129th Brigade britannica espugnarono le postazioni avanzate tedesche in mattinata, ma furono poi rallentati dalle strade distrutte dai bombardamenti e dal fuoco dei cannoni tedeschi appostati dall'altra parte del Reno; solo nel tardo pomeriggio i fanti anglo-canadesi furono in grado di assicurarsi il controllo di Xanten, ridotta in rovina dai continui bombardamenti. Una colonna di fanteria meccanizzata a bordo dei Kangaroo superò Xanten quella sera e si spinse verso sud-est alla volta degli attraversamenti del canale Winnenthaler, la successiva postazione difensiva tedesca; il terreno più aperto alle spalle di Xanten favoriva le operazioni meccanizzate, e usando un'ottima coordinazione di carri armati, veicoli lanciafiamme e fanteria i canadesi del Le Régiment de Maisonneuve si assicurarono il passaggio del canale nel corso del 9 marzo.
La situazione era ormai senza più via d'uscita per i tedeschi, e già dal 6 marzo Schlemm aveva iniziato a ritirare le sue forze verso Wesel e la sponda orientale del Reno, sfruttando a suo favore l'ordine di Hitler di non permettere che i ponti della città cadessero intatti nelle mani degli Alleati; il generale ricevette poi dall'alto comando l'autorizzazione a evacuare completamente la testa di ponte entro il 10 marzo: i quartier generali del LXIII. Armeekorps e del XLVII. Panzerkorps furono evacuati, lasciando al solo II. Fallschirmkorps di Meindl il compito di dirigere la difesa finale della testa di ponte con quanto restava dei reparti della 6., 7. e 8. Fallschirmjäger-Division e dei carri della 116. Panzer-Division. I tedeschi erano più che determinati a tenere duro fino all'ultimo, come ebbe modo di sperimentare la 4th Canadian Division: muovendo alla destra della 2nd Canadian Division, l'unità attaccò nel pomeriggio del 7 marzo il villaggio di Veen a sud di Xanten, solo per ritrovarsi invischiata in un duro combattimento casa per casa con i reparti tedeschi trincerati; solo la mattina del 9 marzo, dopo che i tedeschi si furono ritirati, i canadesi si impossessarono delle rovine di Veen. Il successivo obiettivo della divisione era il villaggio di Winnenthal, circa un chilometro e mezzo più a est di Veen, dove ancora una volta i canadesi si ritrovarono bloccati in combattimenti ravvicinati con i tedeschi trincerati, proseguiti fino al 10 marzo quando il villaggio cadde in mano agli attaccanti; gli scontri di Veen e Winnenthal costarono alla 10th Infantry Brigade 311 uomini tra morti e feriti, facendo di Blockbuster la battaglia più sanguinosa mai sostenuta dall'unità.
La ritirata tedesca fu ben condotta e la testa di ponte andò contraendosi a mano a mano che i reparti venivano evacuati sulla sponda opposta del Reno. Dopo che il 5 marzo i tedeschi avevano fatto saltare i ponti di Duisburg per impedire che fossero catturati dalle forze della Ninth Army, solo il ponte stradale e quello ferroviario di Wesel, oltre ad alcuni traghetti fluviali, rimanevano a disposizione per l'evacuazione della 1. Fallschirm-Armee; il 5 marzo un attacco di bombardieri della RAF aveva causato danni a entrambi i ponti, ma con la cancellazione di ulteriori incursioni aeree a causa del cattivo tempo i movimenti tedeschi attraverso il Reno non furono ulteriormente disturbati. Ostinate retroguardie contesero agli Alleati il possesso di ogni centro abitato prima di sganciarsi con il favore del buio: Rheinberg cadde in mano al XVI Corps il 6 marzo, ma i combattimenti casa per casa nel successivo centro di Ossenberg tennero bloccati gli statunitensi per due giorni; al centro del fronte la 52nd (Lowland) Division, subentrata alla 53rd (Welsh) Division, prese l'abitato di Alpen l'8 marzo, ma fu impegnata il giorno dopo in un duro scontro per sloggiare i tedeschi dal forte di Haus Loo sul canale Winnenthaler. L'evacuazione tedesca fu infine completata la mattina del 10 marzo, e intorno alle 10:40 gli osservatori alleati rilevarono che i due ponti di Wesel erano stati fatti saltare in aria dalla retroguardia nemica; la 52nd (Lowland) Division si spinse in avanti occupando i villaggi di Menzelen e Ginderich con la 2nd Canadian Division sulla sinistra e la 35th Infantry Division statunitense sulla destra, rastrellando gruppi di sbandati lasciati indietro dalla ritirata tedesca. L'ultima postazione della 1. Fallschirm-Armee sulla riva occidentale del Reno, il vecchio Fort Blucher davanti Wesel, capitolò in mano a due plotoni statunitensi l'11 marzo, sancendo la fine dell'operazione.

## Conseguenze

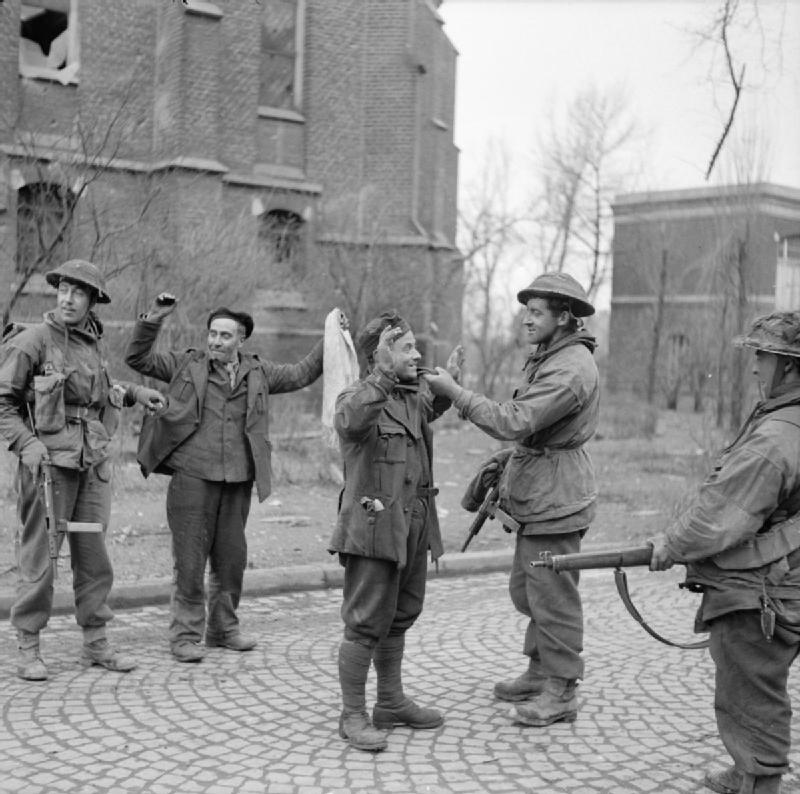
Soldati britannici prendono prigionieri due militari tedeschi nelle strade di Alpen nel marzo 1945

Alla conclusione dell'operazione Blockbuster, il 21st Army Group di Montgomery controllava un fronte continuo lungo l'argine occidentale del Reno esteso da Nimega a nord fino a Düsseldorf a sud. Nel corso di poco più di un mese, la First Canadian Army aveva portato a termine con successo una campagna molto difficile, combattuta in condizioni tremende: il tempo pessimo e le campagne invase dal fango avevano limitato la schiacciante superiorità in fatto di supporto aereo e mezzi corazzati di cui gli Alleati godevano ormai sui tedeschi, rendendo il combattimento molto più bilanciato; il terreno aveva favorito di più i difensori, arroccati nei fitti boschi che punteggiavano tutta la zona. Il ritardo nel lancio dell'offensiva della Ninth Army statunitense sul Roer aveva poi consentito alla Wehrmacht di spostare le sue scarne risorse sul settore minacciato, e gli anglo-canadesi avevano dovuto affrontare una concentrazione di truppe e artiglieria tedesche inusuale per questo stadio della guerra; come rilevò lo stesso comandante della First Canadian Army, Crerar, la potenza di fuoco tedesca «era stata applicata in modo più pesante ed efficace che in qualsiasi altro momento nei combattimenti sostenuti dall'Armata durante la presente campagna». In queste circostanze, la vittoria conseguita dagli Alleati fu costosa in termini di vite umane: durante il periodo compreso tra l'8 febbraio e il 10 marzo 1945, il 21st Army Group di Montgomery perse tra morti, feriti, prigionieri e dispersi un totale di 22 934 uomini; la combinazione delle operazioni Veritable e Blockbuster costarono alla sola First Canadian Army 15 634 perdite nei suoi ranghi, di cui 10 330 nei reparti britannici e 5 304 in quelli canadesi.
La 1. Fallschirm-Armee di Schlemm aveva condotto una buona campagna difensiva, e benché fosse stata infine battuta e respinta oltre il Reno non era stata messa in rotta né annientata. Ad ogni modo, le operazioni tedesche per fermare gli attacchi del 21st Army Group si rivelarono estremamente costose per la Wehrmacht: durante tutto il periodo compreso tra l'8 febbraio e il 10 marzo 1945, la First Canadian Army riferì di aver preso prigionieri 22 239 soldati tedeschi e di aver inflitto al nemico circa altre 22 000 perdite tra morti e feriti gravi. Aggiungendo le perdite inflitte dalla Ninth Army statunitense durante la sua offensiva oltre il Roer (16 000 tra morti e feriti e 29 739 prigionieri), l'intera campagna della Renania settentrionale costò ai tedeschi la perdita di circa 90 000 uomini in totale, una carneficina che la Germania del 1945, pressata su tutti i fronti, non poteva sperare di sostenere. Per quanto diversi reparti fossero stati sottratti all'annientamento, le unità erano stremate e molto equipaggiamento pesante era andato perduto; se la Wehrmacht era stata in grado di ricostruire completamente le sue forze già una volta nel settembre 1944 dopo la tremenda disfatta della battaglia di Normandia, nel marzo 1945 ciò non era più possibile. L'ostinazione con cui le forze tedesche difesero la regione a ovest del Reno comportò, come conseguenza, una carenza di risorse adeguate per difendere il fiume stesso quando gli Alleati vi arrivarono davanti..
L'aver ammassato le loro truppe nella Renania settentrionale per opporsi al 21st Army Group comportò un alto prezzo da pagare per i tedeschi quando le forze alleate sferrarono attacchi in altri settori del fronte occidentale, come lo stesso von Rundstedt aveva correttamente intuito. Il 1º marzo il Twelfth United States Army Group statunitense sferrò un grande attacco (operazione Lumberjack) nel settore centrale del fronte, a nord della Mosella: le linee tedesche furono sfondate, la grande città di Colonia fu presa in pochi giorni e, cosa più grave, il 7 marzo avanguardie statunitensi riuscirono a catturare intatto un ponte sul Reno nei pressi di Remagen, stabilendo una testa di ponte sulla sponda orientale. Il 15 marzo fu poi la volta del Sixth United States Army Group franco-statunitense ad attaccare nel settore meridionale del fronte (operazione Undertone), provocando un completo collasso delle forze tedesche nella Saarland-Palatinato; per il 25 marzo, ogni resistenza tedesca organizzata a ovest del Reno era ormai cessata e gli eserciti degli Alleati occidentali si stavano precipitando in massa oltre la barriera del fiume, alla volta del cuore della Germania.